# Carlos González (beisbolista)
Carlos Eduardo González (Maracaibo, 17 de octubre de 1985) es un exbeisbolista profesional venezolano que jugó para los Colorado Rockies, Cleveland Indians, Chicago Cubs, y Oakland Athletics de la MLB.
González ha participado en tres Juego de Estrellas y fue campeón de bateo en el año 2010. Ha ganado tres Guantes de Oro y un premio Bate de Plata.

## Ligas menores
González fue firmado por los Diamondbacks de Arizona el 3 de agosto de 2002. González comenzó su carrera profesional en 2003 en el equipo de liga menor de béisbol Missoula Osprey de la Pioneer League de la clase Rookie. Ese año, González obtuvo un promedio de bateo apenas de .258 con 6 jonrones en 72 juegos. En 2004, González compartió su temporada entre los Yakima Bears de la 	Northwest League de la Clase A temporada corta y  con Los South Bend Silver Hawks de la Midwest League de la Clase A (Media). En 85 juegos, bateó para un AVG. de .275 con 10 jonrones.
González jugó el 2005 de nuevo para los South Bend Silver Hawks. Lideró a los Silver Hawks en (129) juegos jugados y (92) carreras impulsadas. Fue segundo en el equipo en promedio de bateo (.307), (18) jonrones, (515) turnos al bate  y (91) carreras anotadas. González también fue nominado a la Liga del Medio Oeste a mitad de temporada, al juego de estrellas en postemporada y fue nombrado el prospecto del año Liga del Liga del Medio Oeste. Baseball America y Topps lo nominaron cómo Todos Estrellas en Clase A. Topps también lo nombró como el jugador del año en la liga del Liga del Medio Oeste.
En 2006, Baseball América clasifica a González en la posición # 32 en su lista de los mejores 100 prospectos y fue el sexto jugador de la lista de los Diamondbacks. González jugó principalmente en el equipo de la Clase A Avanzada (Fuerte) los Lancaster JetHawks de la California League en 2006, pero también pasó algún tiempo con el equipo Doble A Tennessee Smokies de la Southern League. González jugó en 122 partidos y bateó para un AVG. de .289 con 23 jonrones. También lideró a los Lancaster JetHawks con (21) jonrones  y (93) carreras impulsadas. González también fue seleccionado para el juego de futuras estrellas y en el todos estrellas en la postemporada de la Liga de California. Baseball America clasificó a González como Todos estrellas en Clase A Avanzada (Fuerte), y recibió el mismo honor de Topps.
El 12 de octubre de 2006, González hace su debut en la Liga Venezolana de Béisbol Profesional (LVBP), con las Águilas del Zulia, para la Temporada 2006-2007, en 53 partidos jugados, con 198 veces al bate obtuvo un promedio de bateo de .318, produciendo 63 Hits, 41 carreras impulsadas, 33 carreras anotadas, 9 dobles, 3 triples, 9 jonrones, 25 bases por bolas, 33 ponches y 3 bases robadas. hasta el 29 de diciembre de 2006.  
En 2007, Baseball America clasifica a González en la posición # 18 en su lista de los mejores 100 prospectos y fue el tercer mejor jugador de los Diamondbacks en esa lista. González jugó principalmente para los Mobile BayBears de la Southern League de la Clase Doble A, pero también pasó algún tiempo en Triple A con los Tucson Sidewinders de la Pacific Coast League. González jugó en 130 partidos y bateó para un AVG. de .288, con 17 jonrones. González lideró a los Mobile BayBears en jonrones (16) y carreras impulsadas (75). González fue nombrado una vez más para el Juego de Estrellas del Futuro.
El 12 de octubre de 2007, González vuelve a participar en la Liga Venezolana de Béisbol Profesional (LVBP), con las Águilas del Zulia, para la Temporada 2007-2008, en 43 partidos jugados, con 145 veces al bate obtuvo un promedio de bateo de .262, produciendo 38 Hits, 15 carreras impulsadas, 16 carreras anotadas, 6 dobles, 3 triples, 2 jonrones, 17 bases por bolas, 28 ponches y 1 base robada. hasta el 22 de diciembre de 2007.  
El 14 de diciembre de 2007, González fue traspasado junto con Dana Eveland, Aaron Cunningham, Chris Carter, Brett Anderson y Greg Smith a los Atléticos de Oakland por Dan Haren y Connor Robertson.

## Grandes Ligas

### Atléticos de Oakland

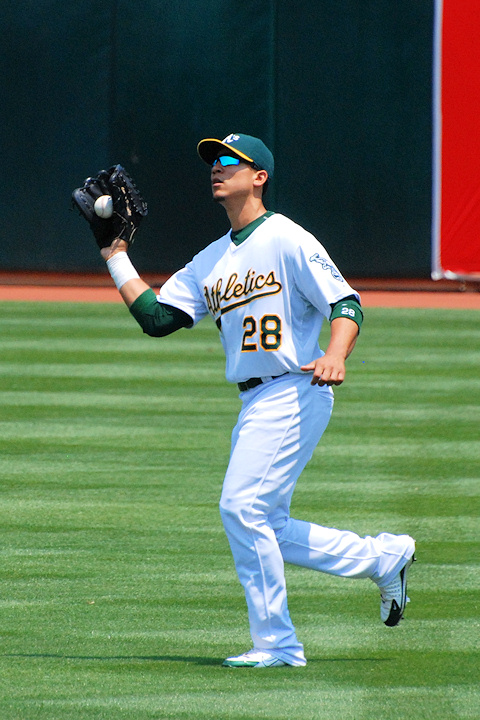
González jugando para Los Atléticos de Oakland en el 2008

El 3 de abril de 2008, González es asignado por los Atléticos de Oakland para jugar con Los Sacramento River Cats de la Pacific Coast League de la Clase Triple a
El 30 de mayo de 2008, González hizo su debut en Grandes Ligas contra los Texas Rangers, convirtiéndose en el Venezolano Nº 225 en La Grandes Ligas, donde conectó el primer hit de su carrera en La MLB, un doble por la línea del jardín izquierdo contra el lanzador Kevin Millwood. Este fue uno de los dos dobles que bateó en su debut en Grandes Ligas. Sus próximos cinco hits en Las Grandes Ligas también fueron dobles, por lo que González se convirtió en el primer jugador desde el Salón de la Fama Johnny Mize en 1936 en conectar los primeros siete hits de su carrera de extra base.
El 20 de junio de 2008, González conectó el primer jonrón de su carrera contra los Marlins de Florida. Fue un jonrón solitario conectado contra un lanzamiento en curva entre el jardín derecho y el central. Tuvo su primer juego de 4 hits, bateando 4 de 4 contra los Azulejos de Toronto, el 8 de agosto de 2008.
El 4 de noviembre de 2008, González vuelve a participar en la Liga Venezolana de Béisbol Profesional (LVBP), con las Águilas del Zulia, para la Temporada 2008-2009, en 25 partidos jugados, con 89 veces al bate obtuvo un promedio de bateo de .292, produciendo 26 Hits, 14 carreras impulsadas, 8 carreras anotadas, 2 dobles, 0 triples, 2 jonrones, 11 bases por bolas, 21 ponches y 1 base robada. hasta el 29 de diciembre de 2008.

### Rockies de Colorado
El 12 de noviembre de 2008, González fue traspasado junto a Huston Street y Greg Smith a los Rockies de Colorado por Matt Holliday. Después de lo que muchos llaman una decepcionante temporada con Atléticos de Oakland, González pasó la mayor parte de la temporada en la filial Triple A de los Rockies, los 	Colorado Springs Sky Sox de la Pacific Coast League desde el 9 de abril hasta el 4 de junio de 2008. Después de una serie de lesiones en el outfield de los Rockies, González fue subido, el 6 de junio de 2008, teniendo un comienzo lento, pero con el tiempo empezó a producir, demostrando una buena combinación de potencia y velocidad en la alineación.
En la Serie Divisional de la Liga Nacional 2009 contra los Phillies de Filadelfia, González empató el récord de la franquicia de más hits en una serie divisional con 10, y lideró las series divisionales de ambas ligas en promedio de bateo con .588 en cuatro partidos. 
El 8 de octubre de 2009, González vuelve a asignado para participar en la Liga Venezolana de Béisbol Profesional (LVBP), con las Águilas del Zulia, para la Temporada 2009-2010, en 33 partidos jugados, con 125 veces al bate, obtuvo un promedio de bateo de .272, produciendo 34 Hits, 21 carreras impulsadas, 21 carreras anotadas, 6 dobles, 0 triples, 7 jonrones, 7 bases por bolas, 20 ponches y 2 base robada. desde el 12 de noviembre hasta el 26 de diciembre de 2009. Esta fue su última participación con el equipo y con la LVBP.
En su temporada 2010, terminó entre los cinco primeros en jonrones (34), promedio de bateo (336), carreras impulsadas (117) y anotadas (111) en la Liga Nacional. Ese mismo año obtuvo su primer título de bateo.
El 31 de julio de 2010, en un partido contra los Chicago Cubs, González bateó para el ciclo, que incluyó 1 jonrón en el primer lanzamiento en la parte baja del noveno inning para dejar en el campo a los Cubs. Se convirtió en el primer jugador desde Dwight Evans de los Medias Rojas de Boston en 1984 en conectar un jonrón decisivo para el ciclo, según el Elias Sports Bureau. El mánager Jim Tracy ha catalogado a González no como un jugador de cinco herramientas, pero sí cómo un «jugador de seis herramientas».
En 2010, González obtuvo una seria consideración como candidato para el premio MVP de la Liga Nacional, junto con el primera base de los Cardenales de San Luis Albert Pujols y el primera base de los Rojos de Cincinnati Joey Votto, así como fue candidato a la Triple Corona con los mencionados primeras bases. Sin embargo, González se quedó corto en jonrones y estuvo a punto de ser líder en impulsadas, pero se las arregló para ganar el título de bateo de la Liga Nacional en el 2010 con un promedio de bateo de 336. Terminó con 34 jonrones, 117 carreras impulsadas y lideró la Liga Nacional con 197 hits.
González recibió el Players Choice Awards en la Liga Nacional para el jugador excepcional en 2010. Luego ganó el Premio del Jugador del Año de toda la MLB. González también fue elegido como el ganador del Premio Luis Aparicio en 2010, que se otorga al jugador venezolano más destacado en la Liga Mayor de Béisbol, elegido por los medios de comunicación de habla española venezolanas e internacionales. Él, terminó tercero en la votación por la Asociación de Escritores de Béisbol de América para premio de jugador más valioso (MVP) de la Liga Nacional. Por su esfuerzo defensivo en 2010, en el que sólo cometió un error en el outfield, González ganó su primer Guante de Oro. En el aspecto ofensivo, González recibió su primer premio Bate de Plata.
González firmó una extensión de contrato de siete años por $ 80,5 millones con los Colorado Rockies el 11 de enero de 2011. El contrato incluía un bono por firmar de $ 3 millones y salarios anuales hasta 2017 que la rampa hasta $ 20 millones. Es el mayor contrato en la historia de Grandes Ligas para un jugador de dos años. El 21 de mayo de 2012, se convirtió en el jugador número 22 en la historia de MLB en batear jonrón en cuatro turnos consecutivos, haciendo esto durante un lapso de dos partidos contra los Astros de Houston. A principios de julio de 2011, Carlos González se lesionó la muñeca derecha y fue colocado en la lista de lesionados. El 21 de julio de 2011, una vez más se lesiona la muñeca derecha en juego contra los Bravos de Atlanta. El 14 de mayo de 2013, se fue de 5-5 contra los Chicago Cubs en el Wrigley Field, alcanzando 2 jonrones y establecer una nueva marca personal con 5 hits en un juego. El 5 de junio de 2013, bateó 3 jonrones contra los Rojos de Cincinnati en el Great American Ball Park en la victoria por 12-4.
El 7 de julio de 2014, los Colorado Rockies enviaron de Carlos González en una asignación de rehabilitación a Colorado Springs Sky Sox de la Pacific Coast League de la clase Triple A. El 11 de julio de 2014, con el estallido de Corey Dickerson, González fue trasladado hacia el jardín derecho.
El 10 de agosto de 2014, Los Colorado Rockies colocaron al LF Carlos González en la lista de lesionados de 15 días por tendinitis en la rodilla izquierda.
El 24 de agosto de 2014, Los Colorado Rockies transfirieron al LF Carlos González de la lista de lesionados de 15 días a la lista de lesionados de 60 días.
El 3 de noviembre de 2014,	Los Colorado Rockies activa a Carlos González de la lista de lesionados de 60 días.
González ganó un Bate de Plata en el jardín derecho para la Temporada 2015 de las Grandes Ligas de Béisbol, después de batear 40 jonrones, la segunda mayor cantidad en la Liga Nacional.